# خواجه احمد (زهک)
خواجه احمد، روستایی از توابع بخش مرکزی شهرستان زهک در استان سیستان و بلوچستان ایران است.

## جمعیت
این روستا در دهستان خواجه احمد قرار دارد و براساس سرشماری مرکز آمار ایران در سال ۱۳۹۵، جمعیت آن ۹۶۹ نفر (۲۶۶ خانوار) بوده‌است. که طایفه اله دو بیشترین جمعیت آن را تشکیل میدهد در این روستا افرادی از طایفه شیرزهی سکونت دارند این روستا افراد تحصیل کرده زیادی دارد.